# Базавлучок (річка)
Базавлучок — річка в Україні, на правобережжі Дніпропетровщини, в межах Криворізького району. Права притока Базавлуку (басейн Дніпра).

## Опис
Довжина 24 км, площа водозбірного басейну 171,8 км². Річище слабозвивисте. У верхів'ї річка часто пересихає.

## Розташування
Витоки розташовані на захід від села Українки. Тече переважно на південь. Впадає до Базавлуку (в Шолоховське водосховище) в районі села Слов'янки.

## Назва
Свою назву річка отримала від річки Базавлук. Етимологія назви належить до чітко не з'ясованих. Дехто з дослідників назву виводить від тюркських *bazuk, *buzuk (тур. Bazyk) «зіпсована вода». Назва утворилася за допомогою тюркського форманта *lук.